# Menonvillea scapigera
Menonvillea scapigera är en korsblommig växtart som först beskrevs av Rodolfo Amando Philippi, och fick sitt nu gällande namn av Reed Clark Rollins. Menonvillea scapigera ingår i släktet Menonvillea och familjen korsblommiga växter.

## Underarter
Arten delas in i följande underarter:
- M. s. hirsuta
- M. s. longipes
- M. s. scapigera